# Amphisbetia operculata
Amphisbetia operculata är en nässeldjursart som först beskrevs av Carl von Linné 1758.  Amphisbetia operculata ingår i släktet Amphisbetia och familjen Sertulariidae. Inga underarter finns listade i Catalogue of Life.